# Cambo-les-Bains
Cambo-les-Bains – miejscowość i gmina we Francji, w regionie Nowa Akwitania, w departamencie Pireneje Atlantyckie.
Według danych na rok 1990 gminę zamieszkiwało 4128 osób, a gęstość zaludnienia wynosiła 184 osób/km² (wśród 2290 gmin Akwitanii Cambo-les-Bains plasuje się na 100. miejscu pod względem liczby ludności, natomiast pod względem powierzchni na miejscu 448.).

## Galeria

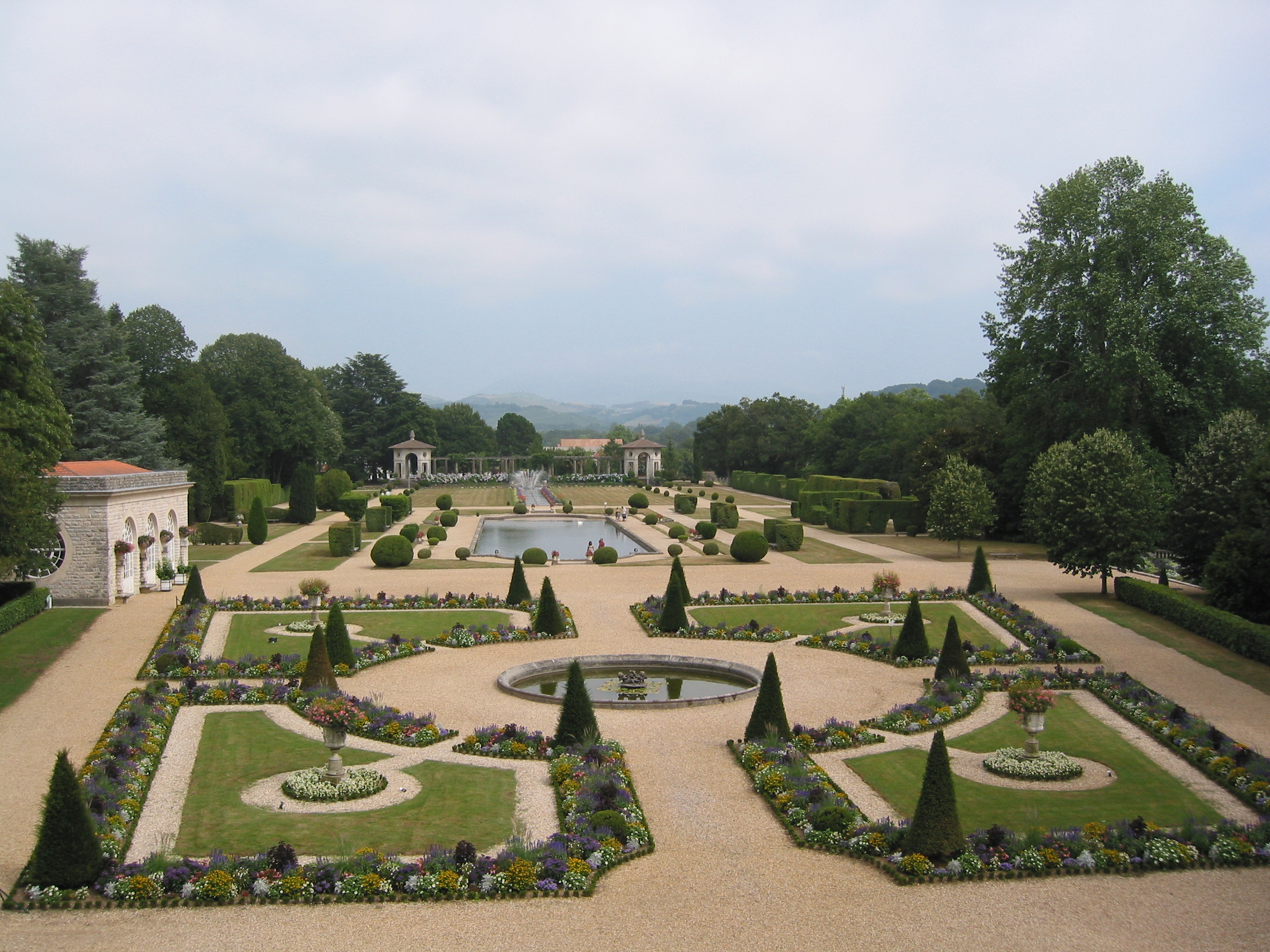
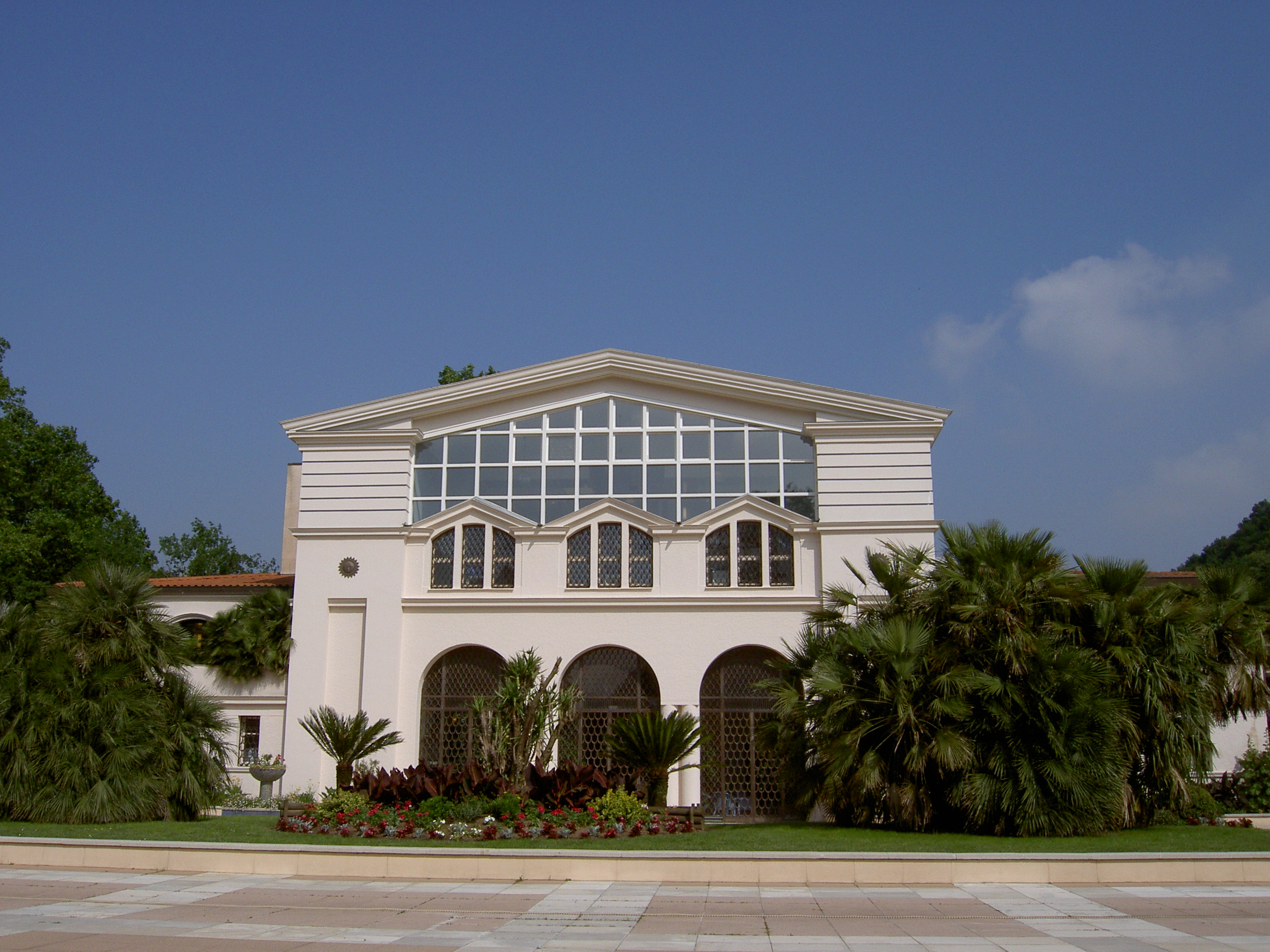